# Samari(III) selenat
Samari(III) selenat là một hợp chất vô cơ, là muối của samari và axit selenic có công thức hóa học Sm2(SeO4)3 – tinh thể trắng ngậm nước.

## Điều chế
Sự hòa tan của samari(III) cacbonat trong dung dịch axit selenic sẽ tạo ra hexahydrat:
{\displaystyle {\mathsf {Sm_{2}(CO_{3})_{3}+3H_{2}SeO_{4}\ \xrightarrow {} \ Sm_{2}(SeO_{4})_{3}+CO_{2}\uparrow +3H_{2}O}}}

## Tính chất vật lý
Samari(III) selenat tạo thành tinh thể trắng ngậm nước.
Nó hòa tan tốt trong nước.
Nó tạo thành tinh thể ngậm nước Sm2(SeO4)3·nH2O, trong đó n = 6, 7 và 8.
Tinh thể hydrat Sm2(SeO4)3·8H2O tạo thành các tinh thể thuộc hệ tinh thể đơn nghiêng, nhóm không gian C 2/c, các hằng số a = 0,70218 nm, b = 1,3898 nm, c = 1,8154 nm, β = 99,357°, Z = 4.